# 마르코 프리들
마르코 프리들(독일어: Marco Friedl, 1998년 3월 16일 ~ )는 오스트리아의 축구 선수로, 현재 독일 분데스리가의 SV 베르더 브레멘에서 뛰고 있다. 포지션은 레프트 백, 센터백이다.